# Timbaúba dos Batistas
Timbaúba dos Batistas é um município no estado do Rio Grande do Norte (Brasil), localizado na região do Seridó. É um dos municípios menos populosos do estado, com cerca de dois mil habitantes, e está distante 282 km da capital estadual, Natal. Conhecida pela excelência na produção dos bordados típicos do Seridó.

## História
O nome do município é originário de uma árvore, chamada pelos índios de "Timbó-iba", traduzido para o português como árvore de espuma; chamada assim por seus frutos produz uma espécie de espuma, utilizada como sabão. O nome do município também está associado ao nome de uma das famílias pioneiras a chegar à região.
Assim como outros municípios da região do Seridó, seu povoamento está ligado à instalação de fazendas de gado. Mas o município teve seu núcleo consolidado, devido a atividade do plantio da cana-de-açúcar para a produção de rapadura e aguardente.

No dia 10 de maio de 1962, por força da Lei no 2.774, o povoado desmembrou-se de Caicó tornando-se município com o nome de Timbaúba dos Batistas, numa homenagem a família de pioneiros responsáveis pelo engrandecimento do município. Em 1° de janeiro de 1964, foi instalada a sede municipal, tomando posse como prefeito o Sr. Hisbelo Batista de Araújo.

### Cronologia da formação administrativa
Em 5 de dezembro de 1958 pela lei estadual nº 2320, é criado o distrito denominado de Timbaúba dos Batistas, ex-povoado de Timbaúba, subordinado ao município de Caicó.
Em 1 de julho de 1960, é realizada uma nova divisão territorial, mas ainda o distrito de Timbaúba dos Batistas pertence a Caicó.
Em 10 de maio de 1962 pela lei estadual nº 2774, é elevado à categoria de município com a denominação de "Timbaúba dos Batistas" desmembrado do município de Caicó.
Em 1 de janeiro de 1964 é instalado a sede do distrito de Timbaúba dos Batistas.
Em 31 de dezembro de 1968, o município é configurado e constituído do atual distrito sede.

## Geografia
Sua área territorial total é de 135 km², o que equivale a 0,27% do território estadual. Sua altitude varia de 100 a 200 metros, chamada de planalto rebaixado formado predominantemente por argila, com ocorrência mineral de bário, tungstênio, rochas ornamentais (migmatitos) e brita.
O município está totalmente inserido na bacia hidrográfica do rio Piranhas-Açu, sendo seus riachos principais: Volta, Tapuio e Caraibeira. Seu principal açude é o Vida Nova, localizado no leito do Riacho do Volta. O município não dispõe de mananciais de qualidade e quantidade suficiente para o abastecimento, sendo essa complementada pelo sistema de adutoras Piranhas-Caicó, onde realiza a captação da água no rio Piranhas-Açu, no município vizinho de Jardim de Piranhas. A vegetação típica é a caatinga Hiperxerófila: vegetação seca composta por cactáceas e plantas de porte baixo e espalhado, como jurema-preta, mufumbo, faveleiro, xique-xique e facheiro. O município é considerado área susceptível à desertificação na categoria "muito grave".
O clima de Timbaúba dos Batistas é semiárido, com estação chuvosa entre os meses de fevereiro e maio. O monitoramento pluviométrico do município é de responsabilidade da Empresa de Pesquisa Agropecuária do Rio Grande do Norte (EMPARN), que possui dados pluviométricos do município desde 1962, quando se iniciaram as medições no Açude Lagoinha, enquanto na cidade esse monitoramento teve início somente em 2004. Neste último ponto de medição, o maior acumulado de chuva em 24 horas chegou a 172 mm em 10 de abril de 2010. Desde julho de 2020, quando opera na cidade uma estação meteorológica automática da Empresa de Pesquisa Agropecuária do Rio Grande do Norte (EMPARN), a menor temperatura ocorreu na madrugada de 25 de julho de 2022, com mínima de 18,2 °C, enquanto a maior foi registrada em 31 de outubro de 2023, quando a máxima atingiu 40,3 °C no período vespertino.
| Dados climatológicos para Timbaúba dos Batistas                                                        | Dados climatológicos para Timbaúba dos Batistas | Dados climatológicos para Timbaúba dos Batistas | Dados climatológicos para Timbaúba dos Batistas | Dados climatológicos para Timbaúba dos Batistas | Dados climatológicos para Timbaúba dos Batistas | Dados climatológicos para Timbaúba dos Batistas | Dados climatológicos para Timbaúba dos Batistas | Dados climatológicos para Timbaúba dos Batistas | Dados climatológicos para Timbaúba dos Batistas | Dados climatológicos para Timbaúba dos Batistas | Dados climatológicos para Timbaúba dos Batistas | Dados climatológicos para Timbaúba dos Batistas | Dados climatológicos para Timbaúba dos Batistas |
| Mês | Jan                                             | Fev                                             | Mar                                             | Abr                                             | Mai                                             | Jun                                             | Jul                                             | Ago                                             | Set                                             | Out                                             | Nov                                             | Dez                                             | Ano                                             |
| --- | ----------------------------------------------- | ----------------------------------------------- | ----------------------------------------------- | ----------------------------------------------- | ----------------------------------------------- | ----------------------------------------------- | ----------------------------------------------- | ----------------------------------------------- | ----------------------------------------------- | ----------------------------------------------- | ----------------------------------------------- | ----------------------------------------------- | ----------------------------------------------- |
| Temperatura máxima recorde (°C)                                                                        | 39,3                                            | 40,2                                            | 38,3                                            | 35,8                                            | 35,8                                            | 37                                              | 38,4                                            | 38,6                                            | 39,9                                            | 40,3                                            | 39,8                                            | 39,5                                            | 40,3                                            |
| Temperatura mínima recorde (°C)                                                                        | 20,8                                            | 20,7                                            | 21,1                                            | 21,1                                            | 20,4                                            | 19,1                                            | 18,2                                            | 18,5                                            | 19,3                                            | 21,5                                            | 22,6                                            | 21                                              | 18,2                                            |
| Precipitação (mm)                                                                                      | 58,1                                            | 120,5                                           | 178,7                                           | 184,4                                           | 72,9                                            | 31,6                                            | 20,4                                            | 7,2                                             | 5,8                                             | 5,6                                             | 8,8                                             | 23,4                                            | 717,4                                           |
| Fonte: EMPARN (precipitação: 1962-2020 (Açude Lagoinha); recordes de temperatura: 28/07/2020-presente) |                                                 |                                                 |                                                 |                                                 |                                                 |                                                 |                                                 |                                                 |                                                 |                                                 |                                                 |                                                 |                                                 |

## Cultura

### Bordadeiras do Seridó
As bordadeiras de Timbaúba dos Batistas, possuem o reconhecimento nacional pela alta qualidade de seus trabalhos. Elas foram as responsáveis pelas toalhas que ornaram a mesa de Sua Santidade, o Papa Bento XVI, em sua visita de 2007 ao Brasil. Suas peças ganharam o mundo, nas mãos de turistas que vêm ao Brasil. Mercados como Recife e Fortaleza, além de Natal, são os grandes consumidores dos seus produtos. A bordadeira mais antiga de Timbaúba dos Batistas em atividade é Maria Creuza de Araújo, nascida em 7 de Abril de 1929, e considerada a melhor bordadeira da cidade. Em detalhes, são elas que bordaram os vestidos de casamento das atrizes Isis Valverde, Bruna Marquezine e Janja, esposa do presidente Lula.